# 中銀香港（控股）
中銀香港（控股）有限公司（英語：BOC Hong Kong (Holdings) Limited；港交所：2388、港交所：82388（人民幣結算）、OTCBB：BHKLY
），是於香港聯合交易所上市的一間控股公司，恆生指數成份股之一，於2002年7月上市，全資擁有中國銀行（香港）有限公司及中銀香港資產管理（開曼）有限公司，並擁有中銀集團人壽保險有限公司51%股權。
截至2023年12月31日，中银香港（集團）的全資附屬機構BOC Hong Kong (BVI) Limited直接持有中銀香港（控股）65.65%的股份，另外中國銀行透過中銀國際證券有限公司持有0.41%的股份，即中國銀行合共持有該公司66.06%的股份。而其餘33.94%則為公眾持股，其中機構投資者、企業投資者及代理人佔32.10%（不含中國銀行間接持有的股份），個人投資者佔1.84%。

## 2022年全年業績摘要
- 中銀香港總資產達到36,850億港元
- 年度溢利為290億港元

## 外部連結
- 中銀香港（控股）有限公司